# 130

130(백삼십)은 129보다 크고 131보다 작은 자연수다.

## 수학
- 합성수로, 그 약수는 1, 2, 5, 10, 13, 26, 65, 130이다. 진약수의 합은 122이므로, 130은 부족수다.
- 10번째 쐐기수다. 앞의 쐐기수는 114, 다음 쐐기수는 138이다.
- 9번째 케이크 수로, 가장 작은 세 자리 케이크 수다. 앞의 케이크 수는 93, 다음은 176이다.
- {\displaystyle 130=3^{2}+11^{2}=7^{2}+9^{2}}
  - 서로 다른 두 자연수의 제곱합으로 나타내는 방법이 두 가지인 수다.
  - 연속하는 두 홀수인 7과 9의 제곱합으로 나타낼 수 있으며, 이 성질을 지닌 앞의 수는 74, 다음 수는 202이다.
- {\displaystyle 130=1^{2}+2^{2}+5^{2}+10^{2}=1+4+25+100}
  - 처음 네 약수의 제곱합으로 나타낼 수 있는 유일한 수다.
- {\displaystyle 130=2^{7}+2^{1}}
- {\displaystyle 51^{2}-1}은 130으로 나누어떨어진다.

## 과학
- NGC 130: 물고기자리 방향에 있는 렌즈형은하.

## 교통

### 철도
- 철도차량
  - 대구교통공사 1000호대 전동차 중 130편성은 2003년 중앙로역 참사로 영구 결번되었다.

- 철도역
  - 수도권 전철 1호선 종로3가역의 역번호.
  - 부산 도시철도 1호선 구서역의 역번호.
  - 대구 도시철도 1호선 반월당역의 역번호.

### 도로
- 인천국제공항고속도로의 노선 번호.
- 일본 130번 국도: 도쿄도 미나토구의 도쿄항에서 시바4초메 교차로까지 이어지는 일본의 국도. 일본에서 두 번째로 짧은 국도 노선이다.

## 군사
- U-130(영어판): 제2차 세계 대전에 사용된 나치 독일의 군용 잠수함.

## 문화유산
- 대한민국의 국보 제130호: 구미 죽장리 오층석탑
- 대한민국의 보물 제130호: 용감수경 권3~4 (해제)[a]
- 대한민국의 사적 제130호: 강화 삼랑성

## 방송
- 스카이라이프의 아시아UHD 채널 번호.
- 지니 TV의 채널와이드 채널 번호.
- B tv의 채널 나우 채널 번호.
- U+ TV의 바둑TV 채널 번호.
- LG헬로비전의 K스포츠 채널 번호.
- B tv 케이블의 국악방송 채널 번호.

## 기타
- 날짜: 1월 30일
- 연도: 130년, 기원전 130년
- 130년대
- 한국십진분류법에서 철학의 체계에 관한 책들이 분류되는 번호.
- 아담이 셋째 아들인 셋(Seth)을 얻은 나이.